# تورکوویتسه، استان لوبلین
تورکویک، استان لوبلین (به لاتین: Turkowice, Lublin Voivodeship) یک منطقهٔ مسکونی در لهستان است که در Gmina Werbkowice واقع شده‌است.